# Central deportiva
Central CMD fue un programa de televisión de Perú emitido por el canal de cable CMD. Se convirtió en uno de los principales programas de la televisora y el primer programa noticiario exclusivo para deportes en toda la televisión peruana.
- Primera edición, comenzó a la 1 de la tarde. Conducido por Carola Román y Óscar del Portal. Producción: Diego Amanzo
- Segunda edición o Edición Central, comenzó a las 9 de la noche. Conducido por Ornella Palumbo. Producción: Miguel Ayvar

- Datos: Q5760772